# لقمة العيش (فلم)
لقمة العيش هو فيلم مصري عرض عام 1960، بطولة صلاح ذو الفقار ومها صبري وعادل خيري، ومن إخراج نيازي مصطفى.

## قصة الفيلم
يقيم الصديقان فتحي ومحسن معًا بأحد الفنادق، وكلاهما لا يعمل، يقع محسن بحب الطبيبة سامية وتبادله نفس المشاعر، تتوفر فرصة عمل بمزرعة والد سامية، لكن الشرط الوحيد لهذه الوظيفة هو أن يكون الموظف متزوجًا، يضطر محسن للكذب لكي يحصل على الوظيفة، فيرتدي فتحي ملابس النساء ويذهب مع محسن إلى المزرعة باعتباره زوجة محسن، وتتصاعد الأحداث.

## طاقم التمثيل
- صلاح ذو الفقار: (محسن)
- مها صبري: (سامية)
- عادل خيري: (فتحي)
- زوزو ماضي: (منيرة)
- حسن فايق: (والد سامية)
- سعيد أبو بكر: (بسيوني)
- عبد العليم خطاب: (غزال - مدير العزبة السابق)
- بدر نوفل: (عويس شيخ الغفر)
- هدى توفيق: (إحدى نساء العزبة)
- سلوى محمود: (مبروكة)
- كوثر رمزي: (كوثر - خطيبة فتحي)
- رجاء عبد الحميد: (إحدى نساء العزبة)
- عباس رحمي: (طبيب)
- حسين إسماعيل

## فريق العمل
- إخراج: نيازي مصطفى
- قصة وسيناريو: نيازي مصطفى، عبد الفتاح السيد، مصطفى فؤاد
- مدير التصوير: مصطفى حسن
- مونتاج: جلال مصطفى
- إنتاج: أفلام العالم الجديد (مصطفى حسن)
- توزيع: عبد الرحيم يزدي